# 김이섭
김이섭(金利燮, 1974년 4월 27일 ~ ) 대한민국의 전직 축구 선수로, 포지션은 골키퍼였으며 현재 포항 스틸러스의 GK 코치이다. 인천 유나이티드의 레전드로 손꼽힌다.

## 클럽 경력

### 포항 스틸러스
광주시 출생으로 숭의과학기술고등학교와 전주대학교를 거쳐 1997년 포항 스틸러스 입단을 통해 프로에 본격적으로 뛰어든 이후 포항의 주전 골키퍼로 2시즌동안 맹활약하며 1997년 K리그 4위, 1998년 K리그 3위, FA컵 2시즌 연속 준결승 진출, AFC 챔피언스리그 2회 연속 제패를 이끌었다.
그러나 1999 시즌 조준호 현 말레이시아 축구 국가대표팀 골키퍼 코치가 포항에 입단한 직후 맹활약을 펼치면서 2순위로 밀려난데 이어 울산 현대에서 활약하던 김병지까지 2001년 포항으로 넘어온 뒤 주전 자리에서 완전히 밀려나면서 결국 같은 해 8월 1일 자유계약선수로 풀린 이후 한동안 소속팀을 찾지 못했다.

### 전북 현대 모터스
1년간 여러 프로팀의 입단 테스트를 받다가 2002 시즌 중반 모교 대학 소재지인 전북 현대 모터스로 둥지를 튼 이후 2003 시즌까지 주로 백업 골키퍼로 활동하며 2003년 FA컵 우승을 경험했다.

### 인천 유나이티드
2003 시즌 종료 후 FA 자격을 얻은 뒤 2004 시즌을 앞두고 신생팀 인천 유나이티드의 창단 멤버로 들어간 이후 2010 시즌까지 백업과 주전을 오고 가며 2005년 K리그 준우승, FA컵 2회 연속 준결승 돌풍의 주역으로 활동했고 시즌을 마친 뒤 후배인 윤기원에게 주전 자리를 넘겼으며 2011년 임중용과 함께 은퇴함으로서 13년간의 프로 선수 생활을 마무리했다.

## 기타
신동아그룹이 전주영생학원을 인수하면서 모교인 전주대학교 축구팀을 창단한 터라 신동아그룹을 모기업으로 둔 국내 프로출범 1호팀인 할렐루야 축구단(98 시즌 후 해체)이 전라도 지역과 확고한 연관 관계를 맺기도 했고 이로 인해 1985년 K리그 종료 후 10월 3일부터 11월 9일부터 홈 앤드 어웨이 형식으로 각 팀의 연고지에서 열릴 뻔한 프로 축구 선수권 대회 실현설이 나돌던 당시 할렐루야 축구단이 본인의 고향인 광주와 모교의 연고지인 전주에서의 홈 경기를 펼칠 예정이었지만 할렐루야 축구단이 이 해를 끝으로 아마추어로 전환한 데다가 경기 일정이 1986년 FIFA 월드컵 아시아 지역 예선 일정과 겹쳐 각 구단의 주전 선수들이 대표팀에 차출됨에 따라 사실상 대회 출전이 어려워지면서 결국 이 계획은 무산되었다.

## 가족 관계
아들 김준홍은 2021년 아버지의 현역 시절 프로 2번째 친정팀인 전북 현대 모터스에 입단한 후 전북 현대 모터스팀을 거쳤고 대한민국 축구 국가대표팀의 골키퍼로 활동하고 있다.